# Северозападна граница
„Северозападна граница“ (на английски: North West Frontier) е британски приключенски филм от 1959 година на режисьора Джей Лий Томпсън, с участието на Лорън Бекол. Действието във филма се развива в Северозападната провинция на Британска Индия, сега част от модерен Пакистан и разглежда отношенията между хиндуистите и мюсюлманите, след като мюсюлмански бунтовници нападат крепост, с цел да убият младия хиндуистки махараджа.

## Сюжет
Северозападната провинция на Британска Индия, 1905 година. Хиндуисткият махараджа моли капитана от британската армия Скот (Кенет Мор) да отведе сина му, принц Кишан (Говинд Раджа Рос) на сигурно място в резиденцията на губернатора в Хасерабад, защото в провинцията е започнало мюсюлманско въстание. Придружава ги вдовицата, американката госпожа Уайт (Лорън Бекол), детегледачка и възпитателка на принца. Скоро след като те заминават, бунтовниците атакуват двореца и убиват махараджата.
При пристигането си в Хасерабад, капитан Скот вижда, че хиндуисти и европейци препълват последния влак за Калапур. След като влакът заминава, бунтовниците наближават и поемат контрола над външните стени и портата, непосредствено до гарата. Тогава британският управител казва на Скот, че трябва да отведе младия принц в Калапур, защото е станало прекалено опасно да го държи в Хасерабад. В железопътното депо британският капитан открива „Императора на Индия“, стар парен локомотив с прикачен към него очукан вагон, грижливо обслужван от машиниста си Гупта (Индерджийт Сингх Джохар).
В ранните часове на следващата сутрин, капитан Скот тихомълком настанява пътниците в очукания вагон. В спасителния влак се качват госпожица Уайт, принц Кишан, търговеца на оръжие господин Питърс (Йожен Декерс), бившият британски управител господин Бриди (Уилфрид Хайд-Уайт), съпругата на губернатора Лейди Уиндъм (Урсула Джийнс), двама индийски подофицери и журналиста от холандско-индонезийски произход Петер Ван Лейден (Хърбърт Лом). За да избегнат откриването на „Императора“, Скот и Гупта го изкарват от депото на свободен ход, но неочаквано се задейства свирката на стария локомотив, известявайки бунтовниците за плана на Скот. Гупта запалва двигателя и на пълна тяга локомотивът разбива външната порта и влакът напуска града.
По-късно същата сутрин, „Императора“ се натъква на влака с бежанци, напуснал Хасерабад предния ден. Скот установява, че всички пътници са били избити от бунтовниците. Пренебрегвайки заповедта на капитана да не напуска собствения си влак, госпожа Уайт открива един оцелял, малко бебе, скрито под мъртвото тяло на майка си.
На следващата сутрин влакът е принуден да спре, защото част от линията е разрушена и за да продължат, на пътниците им се налага да я възстановят. Те осъзнават, че бунтовниците вече ги очакват, скрити в околните планини. Прикритието на бунтовниците е разкрито, когато госпожа Уайт забелязва отблясък на върха на планината, чийто най-вероятен източник е хелиограф, основно средство за комуникация между въстаническите отряди. Едва приключили възстановяването на линията, влакът потегля под дъжд от куршуми. Гупта е ранен в ръката, но оцелява.
По-късно през деня, когато спират за да напълнят охладителната система на локомотива с вода, Скот влиза в помпената станция и забелязва, че Ван Лейден е позволил на принц Кишан да стои в опасна близост до маховика. През нощта Ван Лейден отново се приближава към принца, но установява, че Лейди Уиндъм го наблюдава.
Влакът достига до голям виадукт, който е повреден от бомба, въпреки че линията е непокътната. Пътниците слизат от влака и внимателно пресичат увредената част от моста. Поведението на Ван Лейден поражда съмнение в останалите, че той желае смъртта на принца, държейки го в близост до ръба на виадукта. Капитан Скот го обвинява, че иска да убие принца и поставя журналиста под арест. След това, под ръководството на Гупта, Скот внимателно прекарва влака през моста.
Когато по-късно влакът навлиза в тунел, Ван Лейден, който е затворен в багажното помещение, използва тъмнината, за да се справи с пазачите си. Той използва картечница, за да вземе останалите пътници за заложници. Планът на Ван Лейден да убие принца веднага се проваля, защото в този момент той пътува върху покрива на локомотива. Скот и младия принц се връщат във вагона когато забелязват нови хелиографски сигнали на бунтовниците, което ги навежда на мисълта за повторна засада. Въпреки това, те са в безопасност, защото Ван Лейден е загубил самообладание в критичния момент. Скот подгонва Ван Лейден върху покрива на вагона и двамата започват да се бият. Госпожа Уайт стреля и убива журналиста когато той е напът да удуши капитана. Бунтовниците преследват влака на коне, но са принудени да се оттеглят, когато той влиза в поредния тунел. От другата страна на тунела е сигурността на Калапур. На гарата принц Кишан е посрещнат от висши хиндуисти, Гупта е откаран в болницата, Лейди Уиндъм е информирана, че съпругът и е в безопасност, защото бунтовниците са се изтеглили от Хасерабад след напускането на принца, а капитан Скот и госпожа Уайт заживяват заедно.

## В ролите
| Актьор                  | Роля                                   |
| ----------------------- | -------------------------------------- |
| Кенет Мор               | капитан Уилям Чарлз Уилоуби Скот       |
| Лорън Бекол             | Катрин Уайт                            |
| Хърбърт Лом             | Петер Ван Лейден                       |
| Уилфрид Хайд-Уайт       | господин Бриди                         |
| Индерджийт Сингх Джохар | Гупта, машиниста                       |
| Урсула Джийнс           | Лейди Уиндъм, съпругата на губернатора |
| Йожен Декерс            | господин Питърс                        |
| Йън Хънтър              | Сър Джон Уиндъм, губернатора           |
| Джак Гуилим             | бригадния командир Еймс                |
| Говинд Раджа Рос        | принц Кишан                            |
| Базил Хоскинс           | адютанта                               |
| Моултри Келсол          | британския кореспондент                |
| Лайънъл Мъртън          | американския кореспондент              |
| Питър Лойд              | британския офицер                      |

## Продукция
Снимките на филма протичат на различни места. В Индия сцените са заснети в двореца Амер в Раджастан. Някои от железопътните сцени са снимани в южна Испания, в провинция Гранада, чиито сухи и безводни степи са използвани, за да обрисуват Британска Индия. Част от железопътната линия, която сега е изоставена е разположена в Сиера Невада между градовете Гуадикс и Баса. Финалните сцени на филма са заснети на гара Исналос, в близост до Барио Примеро де Майо. По-голямата част от филма е снимана в Испания, но има и сцени, заснети също така в близост до Джайпур. Монтажът е извършен в Лондон и филмът излиза на голям екран на 7 октомври 1959 година.

## Номинации
- Номинация за БАФТА за най-добър филм от 1960 година.
- Номинация за БАФТА за най-добър британски филм от 1960 година.
- Номинация за БАФТА за най-добър британски сценарий на Робин Естридж от 1960 година.